# 同盟会中部总会秘密接洽机关遗址
中国同盟会中部总会秘密接洽机关遗址，位于上海闸北区北站街道浙江北路61号内（近天潼路）。1992年6月1日，该建筑旧址经上海市人民政府定为纪念地点。2014年4月4日被调整为市级文物保护单位。

## 沿革
清朝宣统二年六月（1910年7月），中国同盟会在日本东京举行分会长会议，宋教仁、谭人凤等提议组织中国同盟会中部总会。其中部总会是当时总部干事杨谱笙的三兄杨信之的住宅。1992年6月1日，公布为上海市纪念地点。2014年4月4日被调整为市级文物保护单位。

## 相关
- 中国同盟会中部总会